# Чаеви
Чаеви (Theaceae) е семейство покритосеменни растения, включващо около 1100 вида. Те са дървета и храсти с прости листа, като повечето са вечнозелени. Повечето родове се срещат само в Източна Азия, няколко - в Южна и Централна Америка, 3 - в Африка. Най-голямо стопанско значение има чаят (Camellia sinensis).

## Родове
- Apterosperma
- Camellia – Камелия
- Dankia
- Franklinia
- Gordonia
- Laplacea
- Polyspora
- Pyrenaria
- Schima
- Stewartia
- Tutcheria